# Рехіар II
Рехіар або Реккіарій II (*дата народження й смерті невідомі) — король свевів з 508 року.

## Біографія
Напевне походив з династії Герменеріка. Син Рехіли II. Рехіар II посів трон близько 508 року. Ймовірно саме він завершив боротьбу з королем Веремундом.
У своїй політиці підтримував гарні стосунки з Вестготським королівством. Стосовно перебігу королювання Рехіара II замало інформації. Дата смерті також невідома. Владу успадкував син (або брат) Ґерменерік II.